# Étrepigney
 (novembre 2013).
Étrepigney est une commune française située dans le département du Jura, dans la région culturelle et historique de Franche-Comté et la région administrative Bourgogne-Franche-Comté.
Les habitants d'Étrepigney sont nommés les Estrepignaciens.

## Géographie

### Localisation
Étrepigney est un petit village situé à 20 km de Dole et 40 km de Besançon, délimité par la forêt de Chaux au sud et le Doubs au Nord.

### Relief

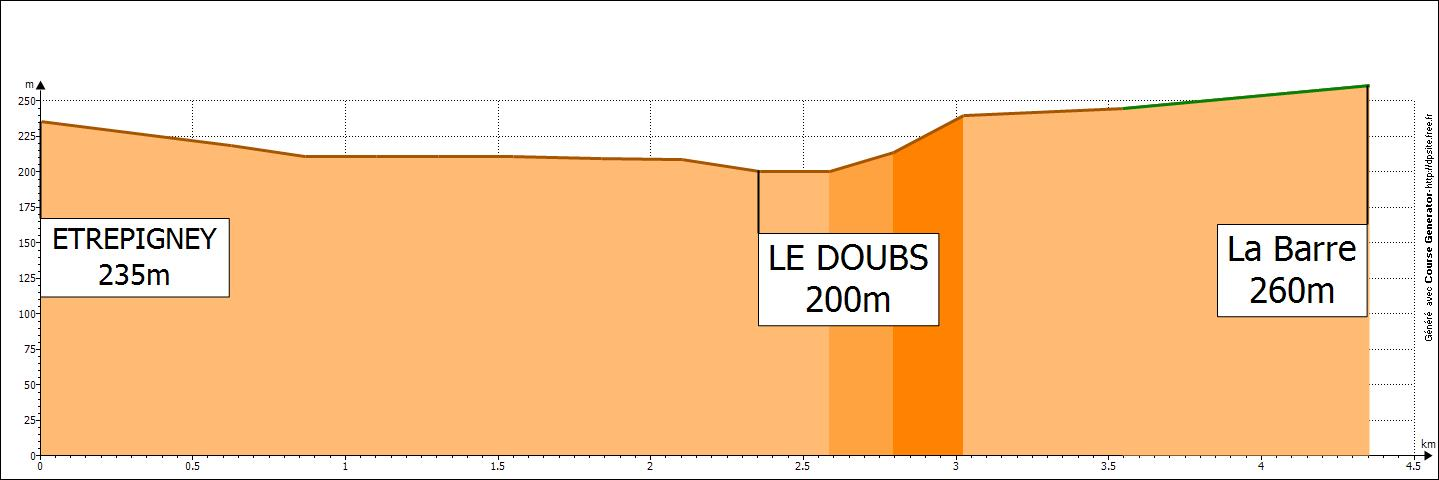
La vallée du Doubs

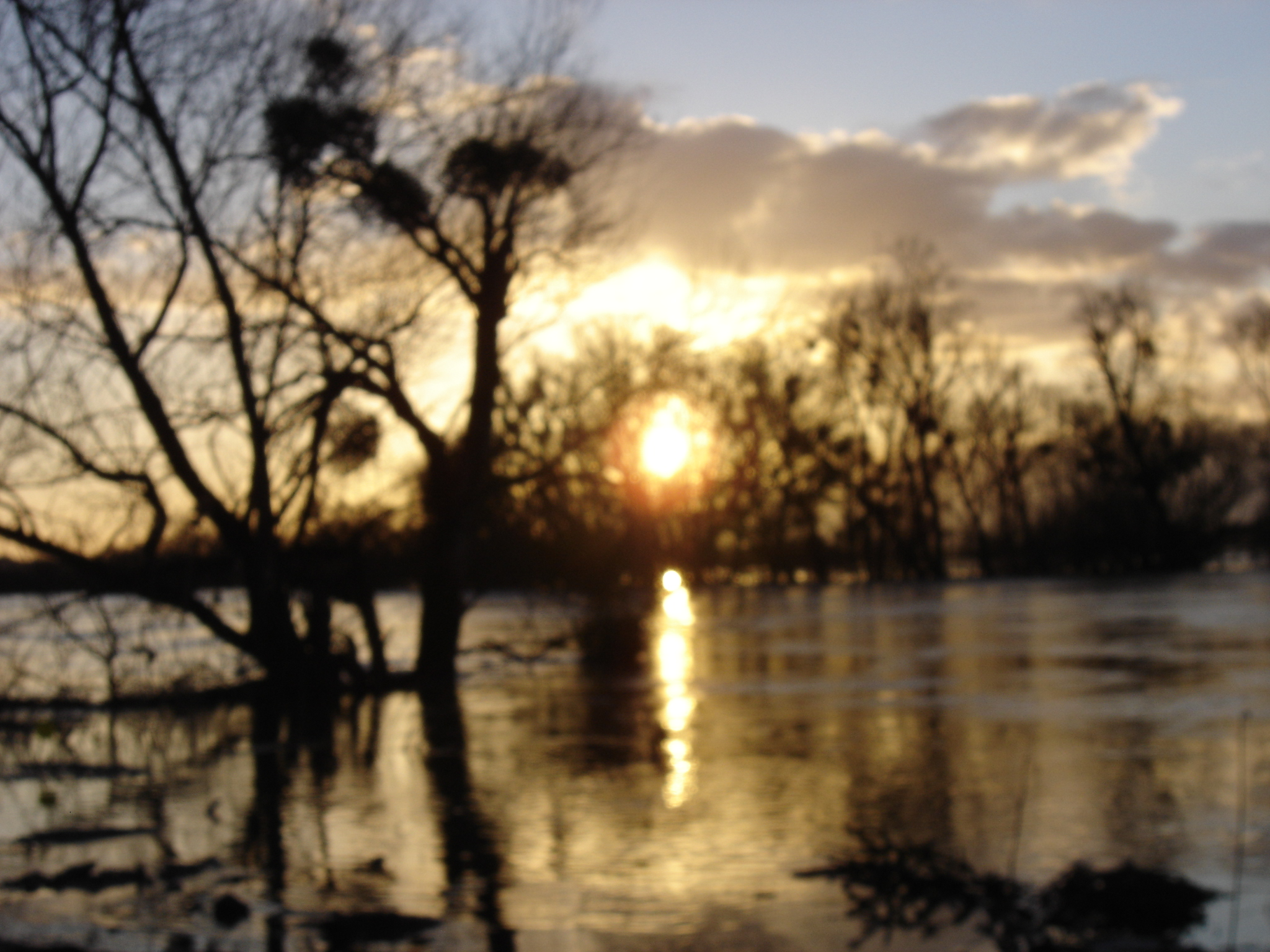
Crue du Doubs

Le village d'Étrepigney qui a été construit sur une terre gagnée sur la forêt se trouve à une altitude de 240 mètres alors que la plaine du Doubs se trouve à 210 mètres.

### Hydrographie
Deux ruisseaux traversent Étrepigney :
- La Chirelle, alimentée par les eaux de la forêt et les eaux pluviales des riverains, le traverse direction Sud Nord. En partie canalisée et recouverte de dalles, elle se jette dans la Doulonne au lieu-dit le Pontot ;
- La Doulonne, de direction Est Ouest, va grossir les eaux du Doubs au lieu-dit La Morte près d'Orchamps.

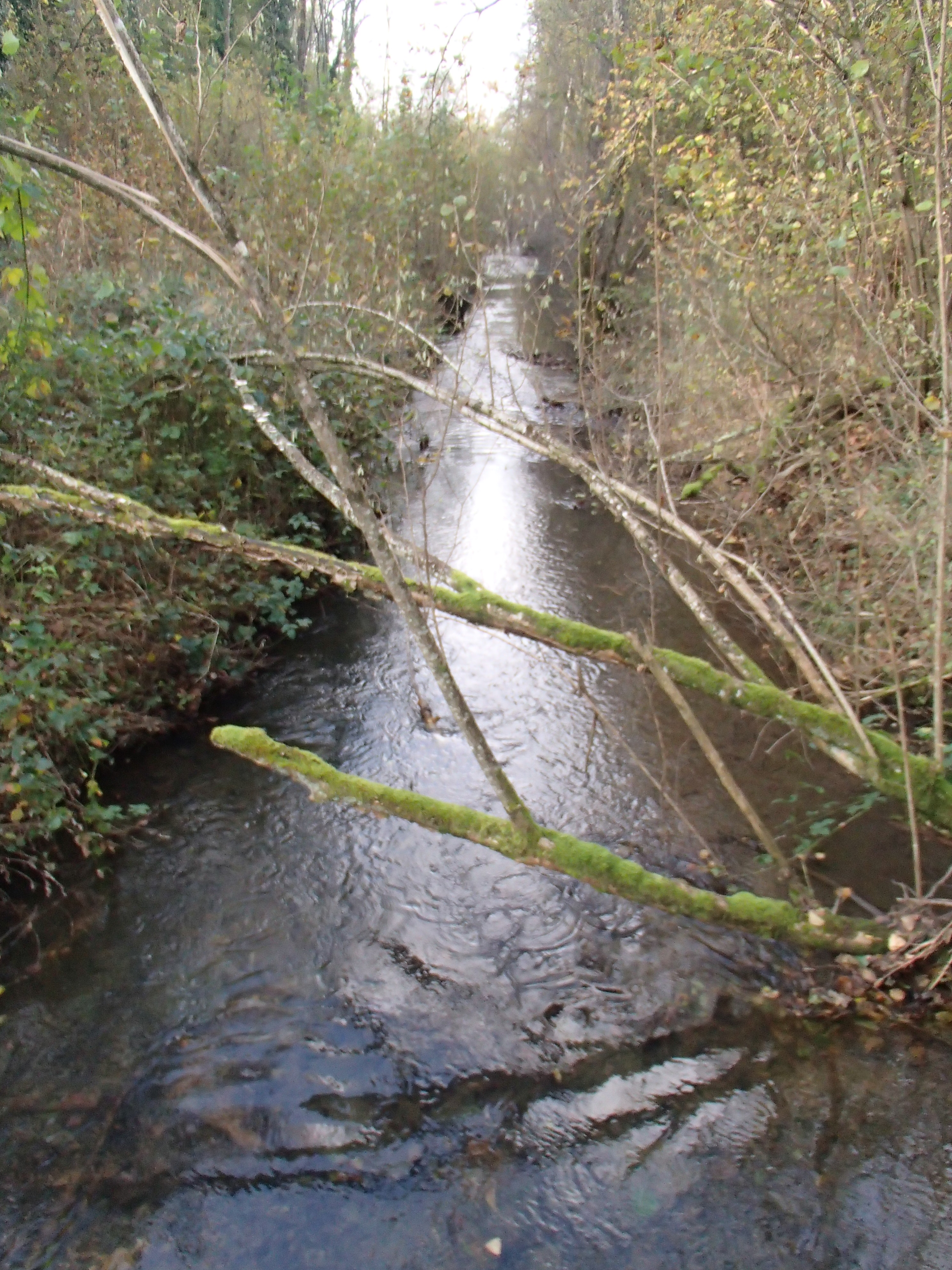
La Doulonne
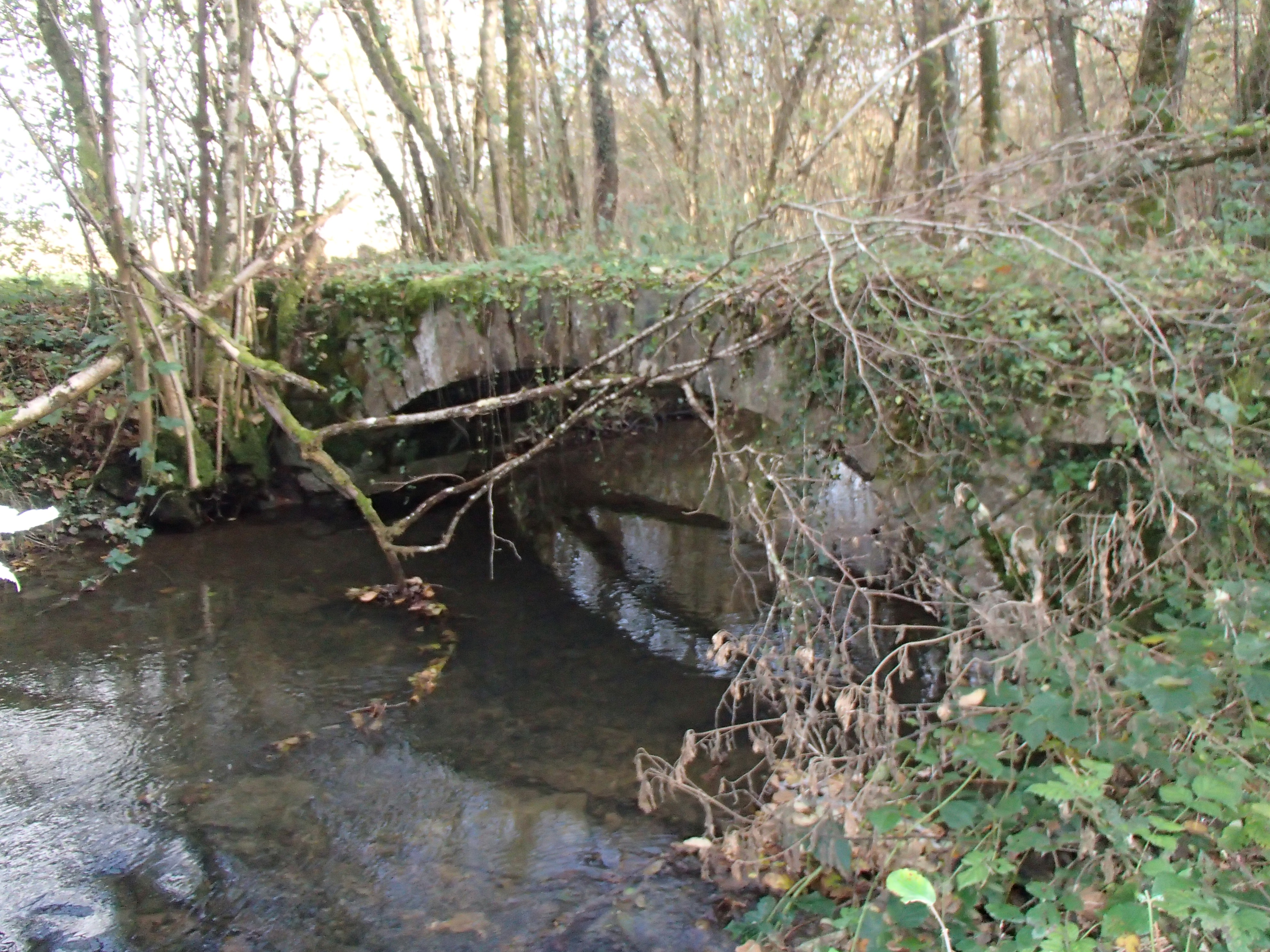
Le pont de Pierre (1890)desservant la carrière
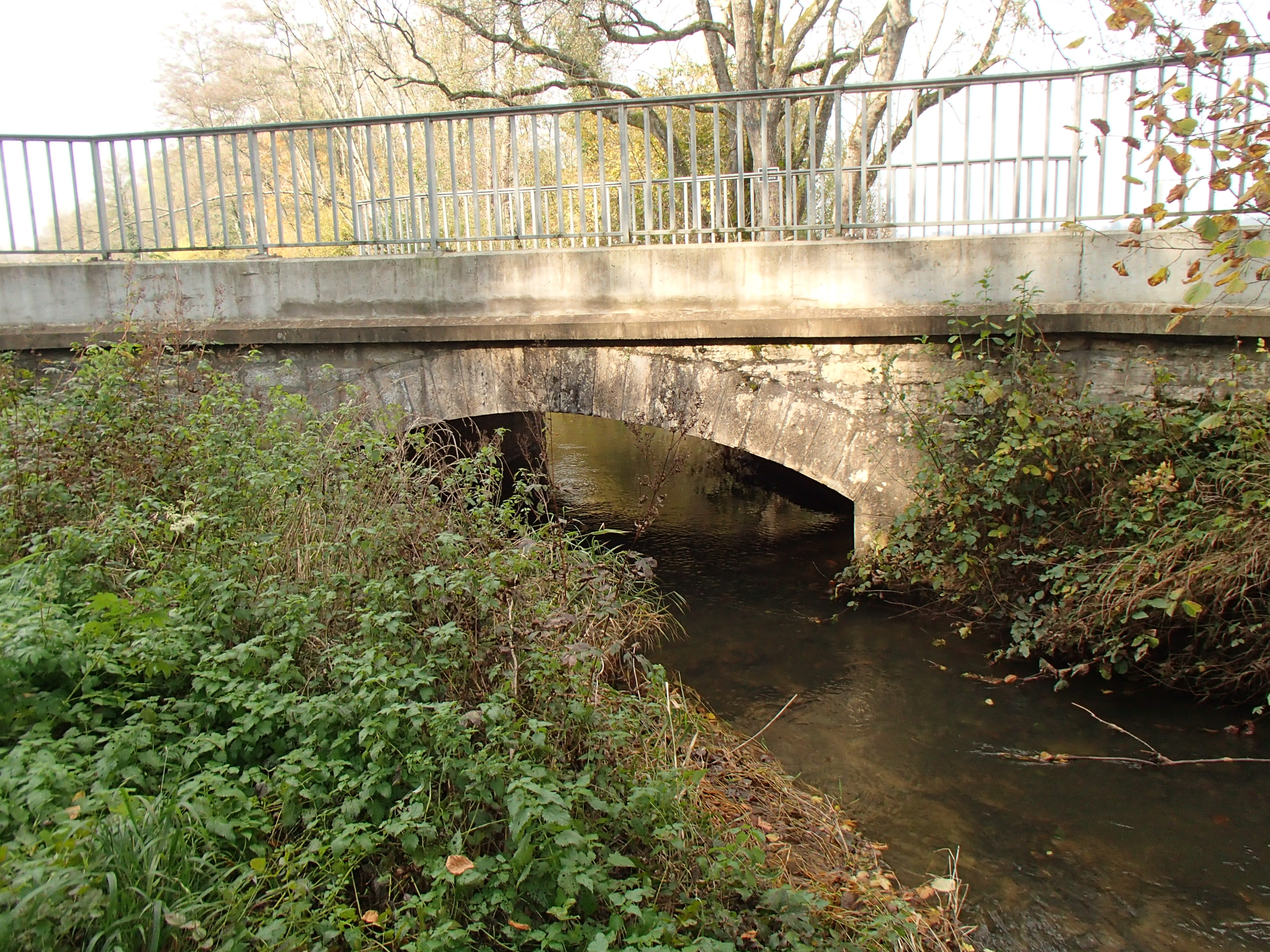
Le pont de Rans
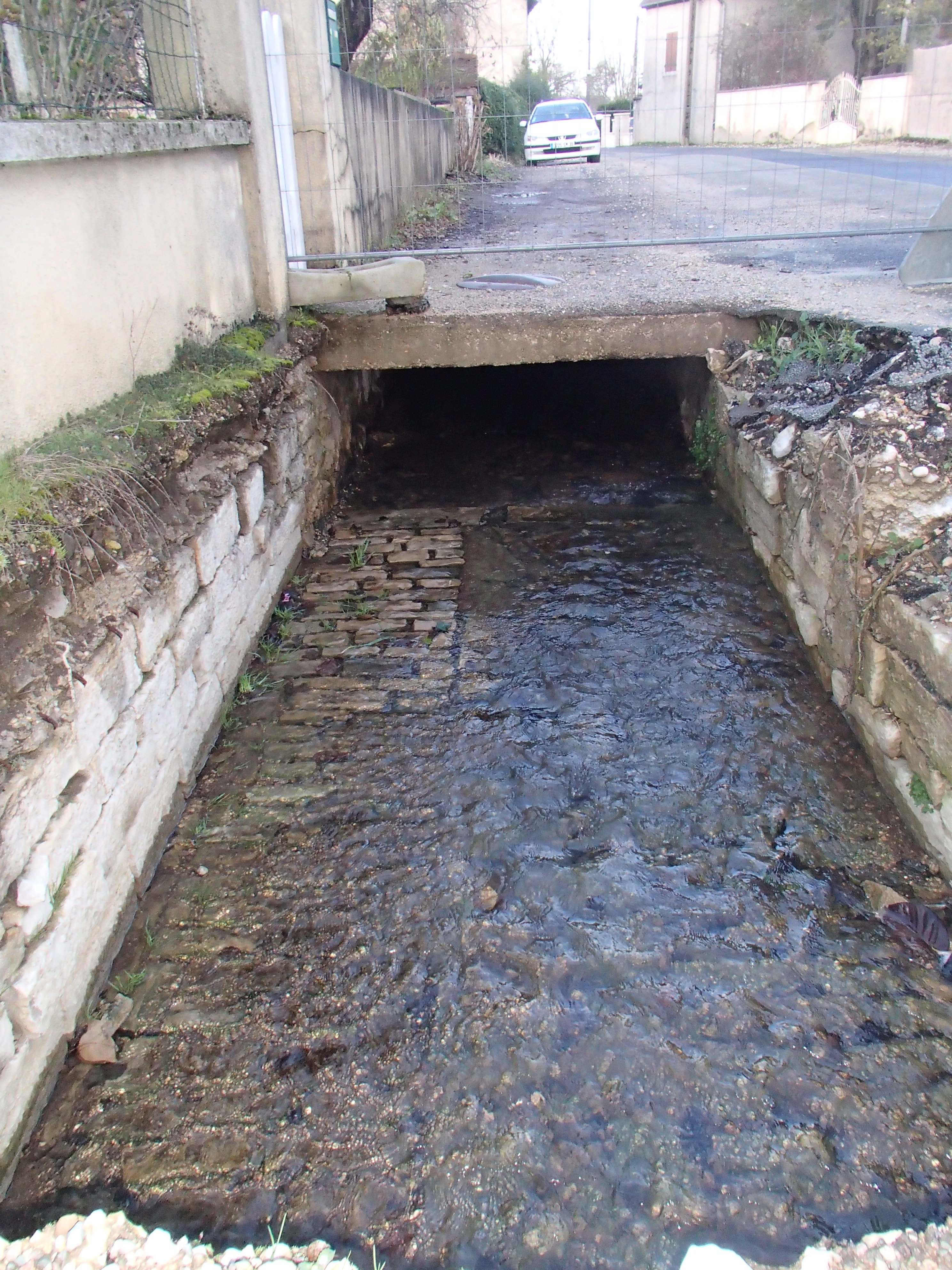
La Chirelle
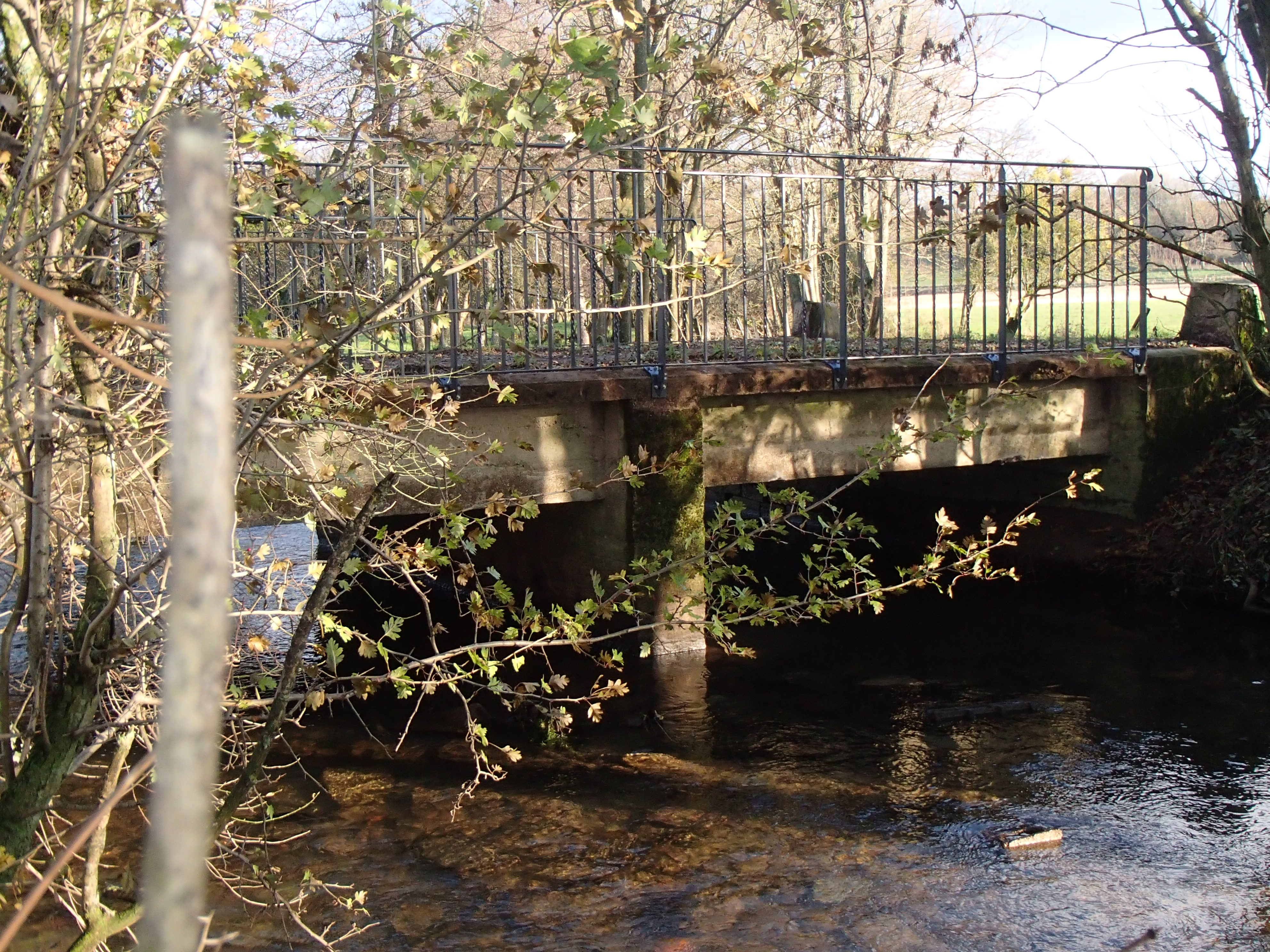
Le Pontot

### Voies de communication et transport
Étrepigney est traversée par la départementale 76 reliant Orchamps à Fraisans par la rive gauche du Doubs. Étant tracée dans la plaine du Doubs et bien que formant digue à certains endroits, celle-ci se trouve souvent fermée à la circulation lors des crues du Doubs.
La gare d'Orchamps ou de Ranchot est à 4 km avec plusieurs correspondances pour Dole ou Besançon par jour.

### Climat
Pour des articles plus généraux, voir Climat de la Bourgogne-Franche-Comté et Climat du département du Jura.
En 2010, le climat de la commune est de type climat des marges montargnardes, selon une étude du Centre national de la recherche scientifique s'appuyant sur une série de données couvrant la période 1971-2000. En 2020, Météo-France publie une typologie des climats de la France métropolitaine dans laquelle la commune est exposée à un climat semi-continental et est dans la région climatique  Jura, caractérisée par une forte pluviométrie en toutes saisons (1 000 à 1 500 mm/an), des hivers rigoureux et un ensoleillement médiocre.
Pour la période 1971-2000, la température annuelle moyenne est de 10,6 °C, avec une amplitude thermique annuelle de 17,4 °C. Le cumul annuel moyen de précipitations est de 1 060 mm, avec 12,7 jours de précipitations en janvier et 9 jours en juillet. Pour la période 1991-2020, la température moyenne annuelle observée sur la station météorologique de Météo-France la plus proche, « Dole », sur la commune de Dole à 15 km à vol d'oiseau, est de 11,6 °C et le cumul annuel moyen de précipitations est de 1 023,0 mm. 
La température maximale relevée sur cette station est de 40 °C, atteinte le 31 juillet 2020 ; la température minimale est de −24 °C, atteinte le 10 janvier 1985,,.
Les paramètres climatiques de la commune ont été estimés pour le milieu du siècle (2041-2070) selon différents scénarios d'émission de gaz à effet de serre à partir des nouvelles projections climatiques de référence DRIAS-2020. Ils sont consultables sur un site dédié publié par Météo-France en novembre 2022.

## Urbanisme

### Typologie
Au 1er janvier 2024, Étrepigney est catégorisée commune rurale à habitat dispersé, selon la nouvelle grille communale de densité à sept niveaux définie par l'Insee en 2022.
Elle est située hors unité urbaine. Par ailleurs la commune fait partie de l'aire d'attraction de Besançon, dont elle est une commune de la couronne,. Cette aire, qui regroupe 310 communes, est catégorisée dans les aires de 200 000 à moins de 700 000 habitants,.

### Occupation des sols
L'occupation des sols de la commune, telle qu'elle ressort de la base de données européenne d’occupation biophysique des sols Corine Land Cover (CLC), est marquée par l'importance des forêts et milieux semi-naturels (82,2 % en 2018), une proportion identique à celle de 1990 (82,2 %). La répartition détaillée en 2018 est la suivante : forêts (69,8 %), milieux à végétation arbustive et/ou herbacée (12,4 %), prairies (10,6 %), terres arables (4,9 %), zones urbanisées (1,6 %), eaux continentales (0,7 %). L'évolution de l’occupation des sols de la commune et de ses infrastructures peut être observée sur les différentes représentations cartographiques du territoire : la carte de Cassini (XVIIIe siècle), la carte d'état-major (1820-1866) et les cartes ou photos aériennes de l'IGN pour la période actuelle (1950 à aujourd'hui).

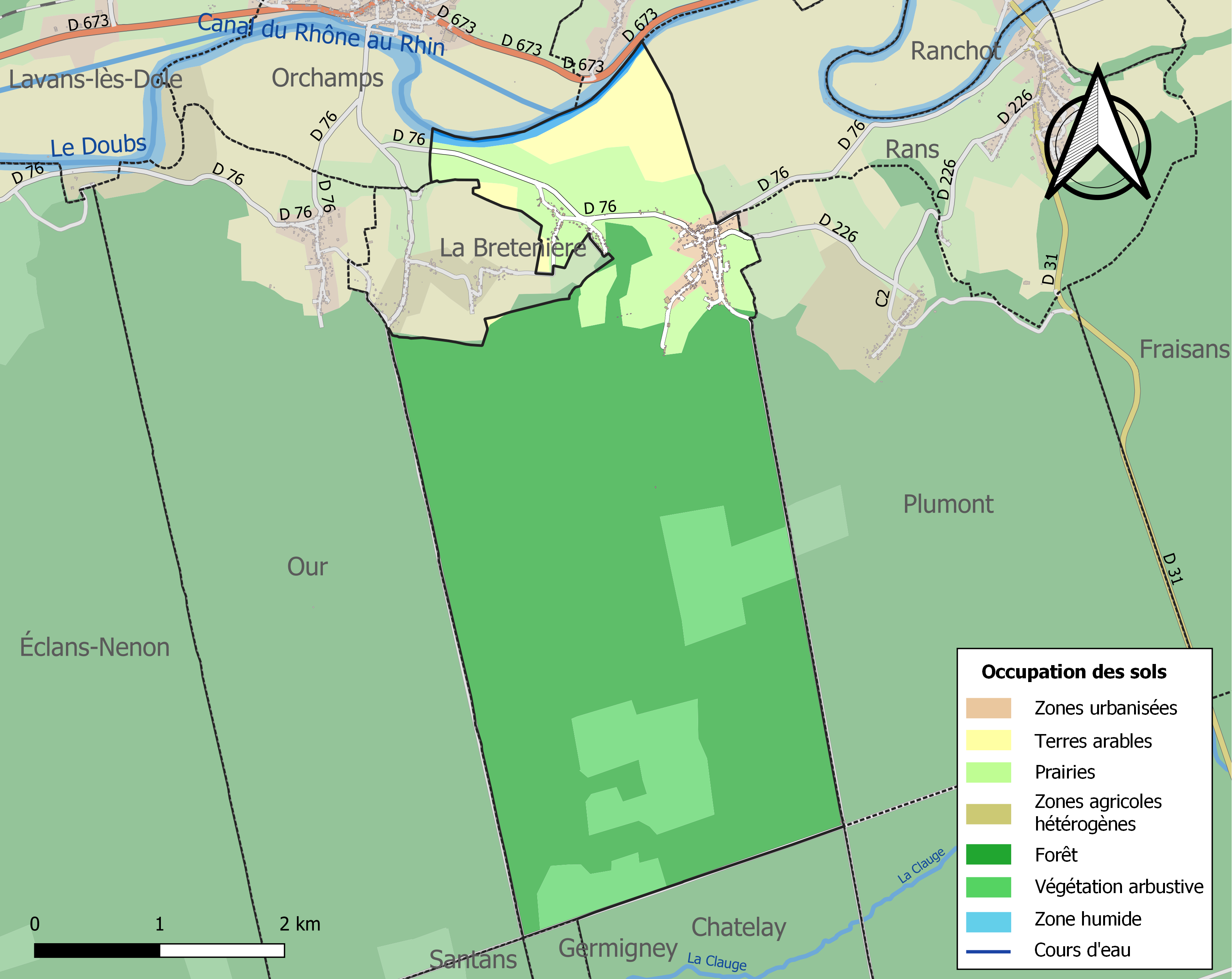
Carte des infrastructures et de l'occupation des sols de la commune en 2018 (CLC).

## Économie

### Forêt
La forêt fournit du travail à 3 exploitants forestiers et à un négociant en bois. Elle produit aussi le bois de chauffage à moindre coût à des habitants par le biais de l'affouage.

### Tourisme
- La pêche dans le Doubs, la Doulonne ;
- La chasse dans la forêt de Chaux ;
- Les promenades en forêt ;
- La recherche de champignons, vénéneux ou comestibles ;
- La vélo route (EV6) qui passe dans le village ;
- Le musée Joseph Martin, ouvert en Juillet/Aout

### Commerces
- Une poterie, en haut du village, rue de la poterie.

## Toponymie
Le nom de la localité est attesté sous la forme Estrepigney au XIVe siècle.
Il représente le type toponymique gallo-roman Sterpiniacu, fondé sur le bas latin *sterpinium (non attesté) « terrain plein de souches » ou sterpina, idem (cf. wallon sterpine « défrichement, défriché ») ou éventuellement sur l'anthroponyme gallo-roman Sterpinius, dérivés tous deux du latin stirps qui signifie « origine, souche, racine, rejeton » (cf. français extirper, anciennement estreper, littéralement « retirer la souche » cf. italien sterpo, stirpe ; espagnol estirpe), et suivi dans les deux cas du suffixe gallo-roman, d'origine gauloise, -acum.
Il existe une homonymie étymologique avec les communes du Nord de la France du type Éterpigny (Hauts-de-France, Estrepignies 1269 - Somme, Sterpiniacum 977), Étrépagny (Normandie, Sterpiniacum 628 - 644, Stirpiniacus 661), ainsi qu'en Belgique Sterpenich (forme germanisée). Ce type toponymique ne se rencontrant apparemment qu'au nord du domaine d'oïl, il doit s'agir d'une formation caractéristique de l'oïl septentrional.

## Histoire

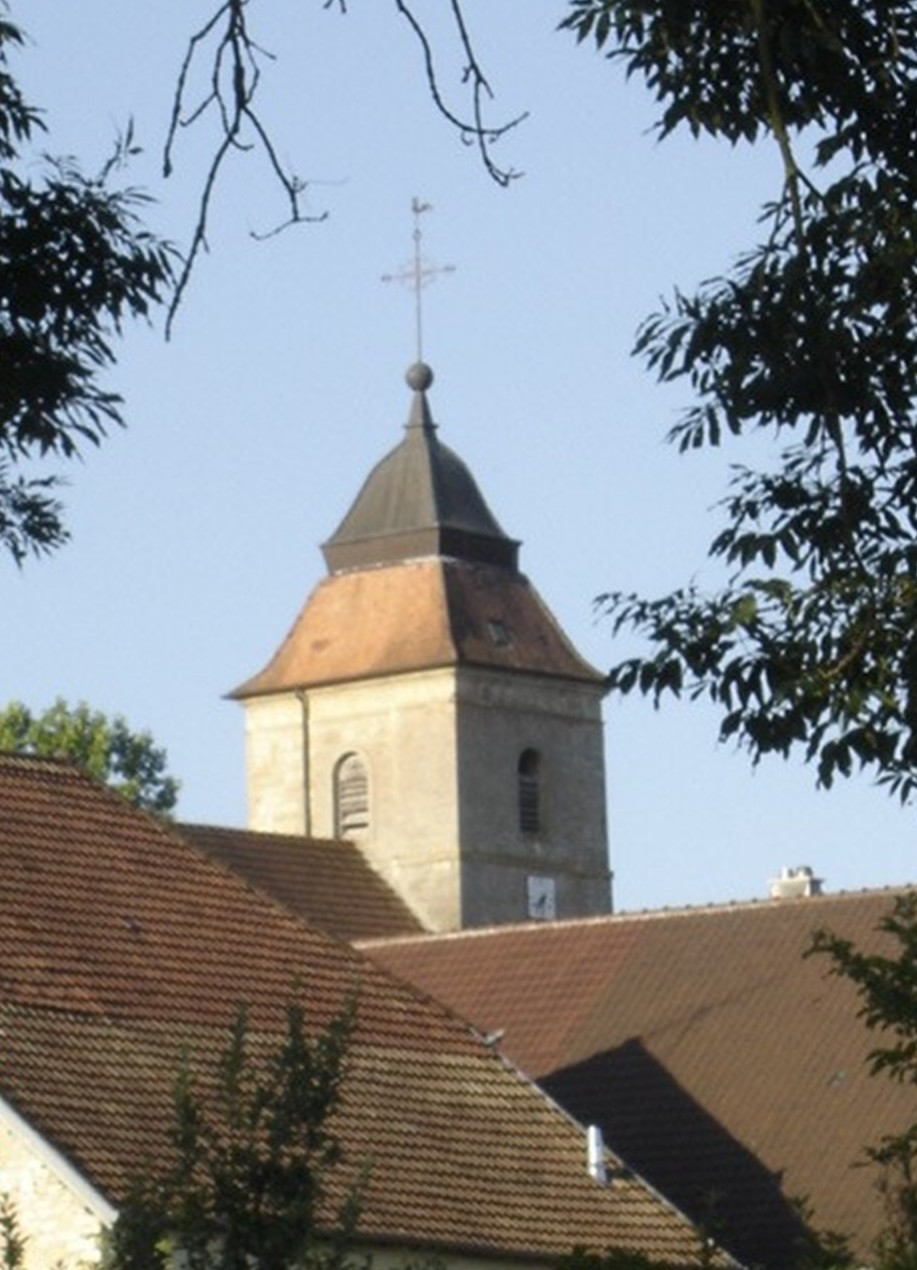
Le clocher

### De l'an 1000 à 1700[15]
En 1120, le pape Calixte II, né à Quingey, confirme, par une bulle, au prieuré de saint Paul de Besancon la possession de l'église d'Étrepigney (Sous le patronage de Saint Étienne). Étrepigney fait alors partie du comté de Bourgogne.
La seigneurie d'Étrepigney appartient tout d'abord à la famille de Rans, puis à la famille Salenove. Quant au hameau de Cinq cens et sa motte féodale (y compris d'ailleurs Plumont), il était tenu en arrière-fief par la famille de Cinq cens.
À la fin du seizième siècle, la seigneurie d'Étrepigney tombe aux mains de la Chambre des comptes de Dole.
De 1634 à 1644, la guerre de dix ans décime la population d'Étrepigney à cause de la famine et d'une épidémie de peste. On estime que les 2/3 des Francs-Comtois sont morts pendant cette guerre. La démographie repart en 1652 et le village accueille des étrangers (on note 18 patronymes savoyards, dont la famille Besson de Lullin).

### De 1700 à 1850
Après l'annexion de la Franche-Comté par la France en 1678, celle-ci se trouve rattachée au domaine royal. >En 1698, Louis XIV vend la seigneurie d'Étrepigney à Claude François Matherot de Preigney, conseiller au parlement de Besançon.
Dès 1630, les actes notariés font apparaître la poterie comme activité principale à Étrepigney. Les affaires sont florissantes, grâce à une qualité d'argile reconnue de tous .Cette qualité est tellement réputée qu'en 1729, les potiers d'Étrepigney sont obligés d'engager des gardes pour éviter les vols de terre.
En 1742, le potier Besson réalise plus de 3000 pièces pour la réalisation d'une conduite d'eau à Abbans-Dessous. De 1750 à 1850, Étrepigney connait son âge d'or (850 habitants dont le tiers travaille pour la poterie). D'ailleurs, la majorité des maisons de pierre date de cette époque.
La poterie se décline alors sous toutes ses formes :
- Vaisselle réputée comme la Canquelle, casserole à queue creuse, la Milliassiére, plat à 2 oreilles, le pot à bouillon et les cafetières ;
- Briques réfractaires
- Moules de fonderie, etc.

La forêt de Chaux connait une période de réglementation sévère allant jusqu'à supprimer les droits d'usage :
- En 1694 Abolition des droits aux bois d'usage à bâtir et à réparer,
- En 1724 Abolition des droits d'usage de ramasser du bois mort.

Or, le bois de chauffage revêt une importance considérable pour les potiers d'Étrepigney (Il y avait une vingtaine de potiers dans le village à cette époque). Pour couronner le tout, en 1765, les maîtres de forges achètent toutes les coupes de bois en bloc sans rien laisser aux artisans et aux potiers. En 1765, les habitants du village se révoltent contre l'autorité royale pour conserver leur droit d'usage en forêt de Chaux ; cet épisode est connu comme la Révolte des Demoiselles,. À la suite de ce soulèvement seront rétablies en 1766 les délivrances payantes à prix modiques (les affouages).
Le 27 octobre 1789, Étrepigney participe à la Révolution et constitue une milice nationale composée de trois compagnies « pour répondre aux intentions du meilleur des rois et de l'assemblée nationale »[réf. nécessaire]. Les cocardes rouges et blanches sont de mise, mais « les étrangers qui ne possèdent aucun bien » ne sont pas les bienvenus.
À partir de 1850, l'activité de poterie déclinera.

### Deuxième Guerre mondiale
Par un décret du 6 avril 1940 signé par Albert Lebrun, les nomades sont assignés à résidence. Le régime de Vichy, préoccupé par les conséquences du vagabondage, va l'appliquer en créant une quarantaine de camps d'internement destinés à les accueillir. A Besançon, la Feldkommandantur ordonne, en mai 1941, aux préfets du Doubs et du territoire de Belfort de rassembler tous les nomades de leur secteur « dans un endroit qui est facile à surveiller par la gendarmerie française […] de manière à ce que les roulottes soient rangées à un endroit déterminé »[réf. nécessaire].
À partir de juin 1941, environ 70 familles de gens du voyage en provenance d’Alsace, Lorraine, Haute-Saône et Côte-d’Or, arrivant sans leurs roulottes, sont regroupées à Étrepigney, dans une clairière de la forêt de Chaux, où se trouvent les maisons forestières du Châtelain et de la Châtelaine. Les conditions de vie et de surveillance n'étant pas satisfaisantes, le camp est déplacé à la saline d'Arc-et-Senans en septembre de la même année. Les nomades y resteront jusqu'en septembre 1943, puis une partie d'entre eux seront transférés vers le camp de Jargeau.

### Années 1950
Étrepigney était cette année-là dirigée par Eugène Courtois et était peuplée de 275 habitants. La mairie se situait vers l'école.
La commune possédait alors une boucherie, une boulangerie, une épicerie, une fromagerie, une pharmacie, un café et un bureau de poste.

### FinXXe- débutXXIesiècle
La mairie a déménagé en 1988. L'école n'a pas changé de place mais une classe a été rapatriée de La Bretenière après sa sortie du groupe scolaire Étrepigney-Plumont en 2009 et la classe a été ouverte en 2010.
Tous les commerces ont fermé avant ou pendant les années 1980 mais La poste a fermé au début des années 2000. Un restaurant La Doulonne a ouvert fin des années 1970 et a fermé en 2009[réf. nécessaire]. Il ne subsiste aujourd'hui qu'une seule poterie.

### Héraldique
|  | Les armes de la commune se blasonnent ainsi : « D'azur au dextrochère habillé, posé en pal, la main bénissante, le tout d'argent, accompagné à dextre d'une feuille de chêne d'or et à senestre d'une cruche à anse du même. » |

## Politique et administration

### Rattachements administratifs et électoraux
La commune fait partie de l'arrondissement de Dole du département du Jura, en région Bourgogne-Franche-Comté.
Pour les élections législatives, elle dépend de la 3e circonscription du Jura, le député actuel est Jean-Marie Sermier.
Elle faisait partie du canton de Dampierre. Dans le cadre du redécoupage cantonal de 2014 en France, la commune est rattachée au canton de Mont-sous-Vaudrey.

### Intercommunalité
Étrepigney fait partie de la communauté de communes Jura Nord, créée le 1er janvier 1995 et celle-ci regroupe 33 communes et environ 11 311 habitants.
| Période                                  | Période  | Identité                             | Étiquette | Qualité |
| ---------------------------------------- | -------- | ------------------------------------ | --------- | ------- |
| 1790                                     | 1791     | Jean Petetin et Jean-Baptiste Gigard |           |         |
| 1791                                     | 1792     | Jean-Baptiste Jeanniaux              |           |         |
| 1792                                     | 1794     | Jean-Baptiste Gigard                 |           |         |
| 1794                                     | 1808     | Jean-François Poux                   |           |         |
| 1808                                     | 1828     | Baptiste Matherot de Preigney        |           |         |
| 1828                                     | 1831     | Jean-François Poux                   |           |         |
| 1831                                     | 1848     | Claude-François Bernoux              |           |         |
| 1848                                     | 1870     | Claude-Ferdinand Poux                |           |         |
| 1870                                     | 1878     | Jean-François Besson                 |           |         |
| 1878                                     | 1881     | Jean-Louis Cordonnier                |           |         |
| 1881                                     | 1892     | Jean-François Besson                 |           |         |
| 1892                                     | 1900     | François Courtois                    |           |         |
| 1900                                     | 1939     | Alfred Besson                        |           |         |
| 1939                                     | 1947     | Georges Martin                       |           |         |
| 1947                                     | 1953     | Eugène Courtois                      |           |         |
| 1953                                     | 1965     | Delphin Plumet                       |           |         |
| 1965                                     | 1977     | Maurice Bailly                       |           |         |
| 1977                                     | 2001     | Bernard Boutonnet                    |           |         |
| 2001                                     | 2008     | André Plumet                         |           |         |
| 2008                                     | 2014     | Bernard Hugonnet                     |           |         |
| 2014                                     | 2017     | Didier Perez                         |           |         |
| 2017                                     | en cours | Laurent Chenu                        |           |         |
| Les données manquantes sont à compléter. |          |                                      |           |         |

## Population et société

### Démographie
L'évolution du nombre d'habitants est connue à travers les recensements de la population effectués dans la commune depuis 1793. Pour les communes de moins de 10 000 habitants, une enquête de recensement portant sur toute la population est réalisée tous les cinq ans, les populations de référence des années intermédiaires étant quant à elles estimées par interpolation ou extrapolation. Pour la commune, le premier recensement exhaustif entrant dans le cadre du nouveau dispositif a été réalisé en 2006.

En 2022, la commune comptait 432 habitants, en évolution de +2,13 % par rapport à 2016 (Jura : −0,81 %, France hors Mayotte : +2,11 %).
| 1793 | 1800 | 1806 | 1821 | 1831 | 1836 | 1841 | 1846 | 1851 |
| ---- | ---- | ---- | ---- | ---- | ---- | ---- | ---- | ---- |
| 745  | 804  | 815  | 834  | 799  | 877  | 851  | 798  | 795  |

| 1856 | 1861 | 1866 | 1872 | 1876 | 1881 | 1886 | 1891 | 1896 |
| ---- | ---- | ---- | ---- | ---- | ---- | ---- | ---- | ---- |
| 749  | 732  | 671  | 612  | 582  | 571  | 562  | 540  | 503  |

| 1901 | 1906 | 1911 | 1921 | 1926 | 1931 | 1936 | 1946 | 1954 |
| ---- | ---- | ---- | ---- | ---- | ---- | ---- | ---- | ---- |
| 496  | 443  | 429  | 385  | 342  | 350  | 332  | 275  | 272  |

| 1962 | 1968 | 1975 | 1982 | 1990 | 1999 | 2006 | 2011 | 2016 |
| ---- | ---- | ---- | ---- | ---- | ---- | ---- | ---- | ---- |
| 262  | 279  | 252  | 297  | 321  | 357  | 379  | 420  | 423  |

| 2021 | 2022 | - | - | - | - | - | - | - |
| ---- | ---- | - | - | - | - | - | - | - |
| 432  | 432  | - | - | - | - | - | - | - |

En 1851, selon Alphonse Rousset, il y avait 178 maisons représentant 229 ménages, à savoir : 10 dans la rue d'Orchamps, 15 dans la rue derrière l'Église, 10 dans la rue de la Chirelle, 27 dans la rue du Bois, 15 dans la rue Gardée, 31 dans la rue du Cuchot de la Ville, 9 dans la rue de Fontaine, 10 dans la  Grande-Rue, 7 dans  la  rue  du  Presbytère, 13 dans la rue des Maréchaux, 1 au Moulin, 16 à Cinq-Cents, 1 à la Châtelaine et 7 aux Baraques.

### Enseignement
Étrepigney dispose d'une école primaire et maternelle composée de 3 classes avec 3 enseignantes.

### Assistantes Maternelle
La commune dispose de 6 assistantes maternelles.

### Sport et culture
Étrepigney dispose d'une salle des fêtes (La cécilienne) et a une vie associative dynamique :
- Batterie fanfare d'Étrepigney-Ranchot
- Comité des fêtes
- Croqu'vacances
- Association de défense et de soutien au regroupement scolaire Etrepigney-Plumont
- ACCA
- Les bouilleurs de crus et récoltants de fruit
- L'amicale des jeunes
- L'Association des villages de la forêt de Chaux
- Les riottes de Cinq-Cens
- Proxi Miam
- Etrep' en Scène
- Atelier créatif
- Si vous osier les plantes
- Club de Football Vétérans

La fête d'Étrepigney a toujours lieu le 1er week-end d'août avec des jeux façon intervillages. Le 2 mai 1983, le comité  des fêtes d'Étrepigney voit officiellement le jour. Il a pour but de regrouper les habitants du village voulant organiser et animer des manifestations récréatives pour tous et toujours dans un esprit de camaraderie et de solidarité.
Étrepigney dispose d'un terrain multisports et d'une aire de jeux depuis 2016.

## Lieux et monuments

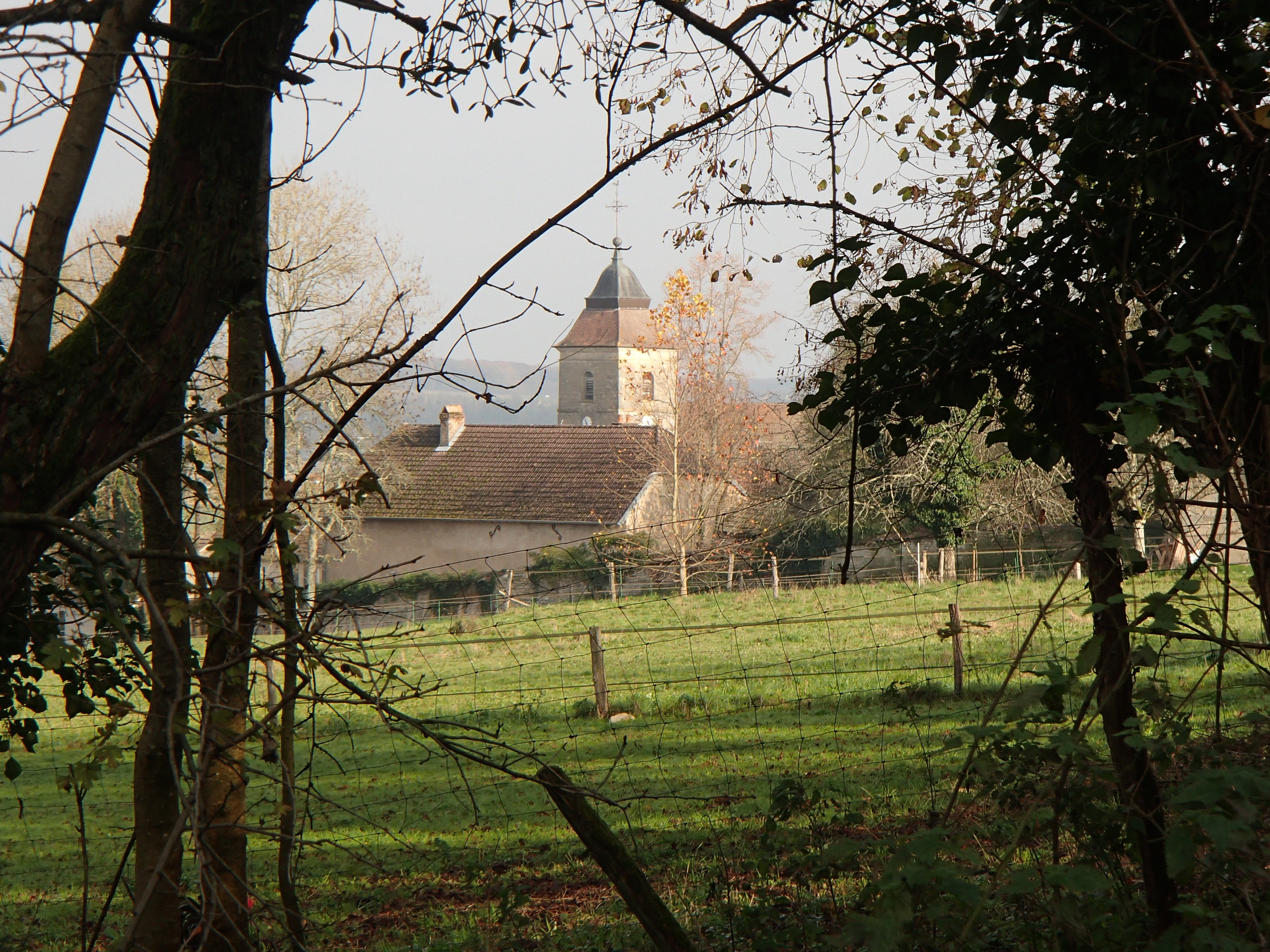
Église.

- L'église : Déjà mentionnée en 1120, elle est reconstruite en 1769 et inaugurée en 1780 . Elle a été érigée à la place d'une ancienne église dont le clocher a été conservé. Restauration de l'église par La construction lyonnaise, 1er juin 1903. Son intérieur a été restauré en 1958.
- Croix de mission : Croix sise au centre du cimetière communal. Elle date de 1851.
- La mairie occupe l'ancien presbytère érigé en 1716 depuis 1988.
- La salle des fêtes / La salle des associations : L'une au-dessus de l'autre, elles ont été construites en 1989. La salle des fêtes se nomme La Cécilienne

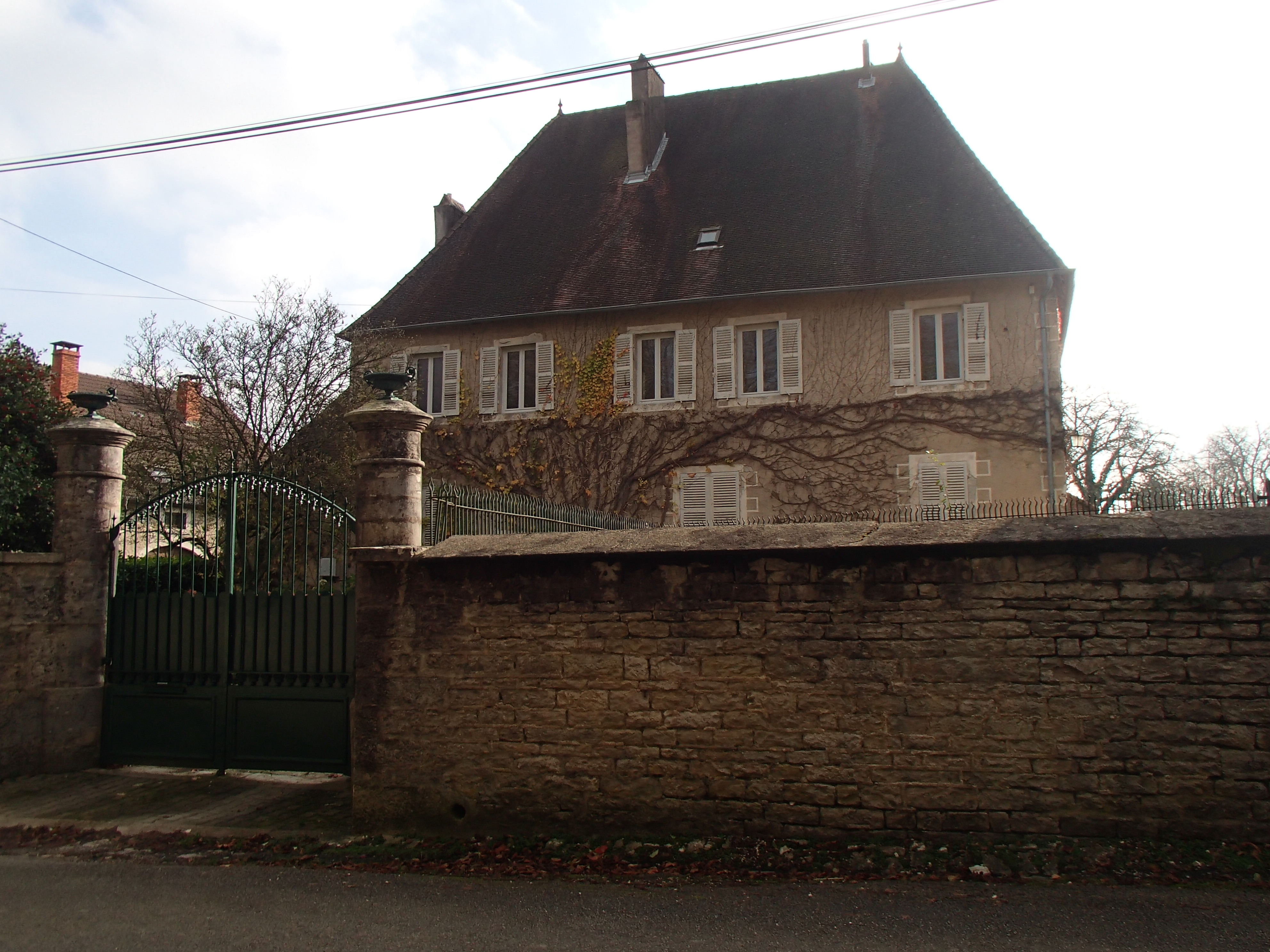
Une des deux demeures de la famille Matherot

- Le domaine : Constitué par la famille Matherot, construit en 1687 comme le laisse supposer une plaque posée contre la cheminée, il fit l'objet d'un partage avec la Nation après la Révolution.Il comprenait pour l'essentiel deux vastes demeures situées chacune de part et d'autre de la rue d'Amont aujourd'hui rue de la Poterie.

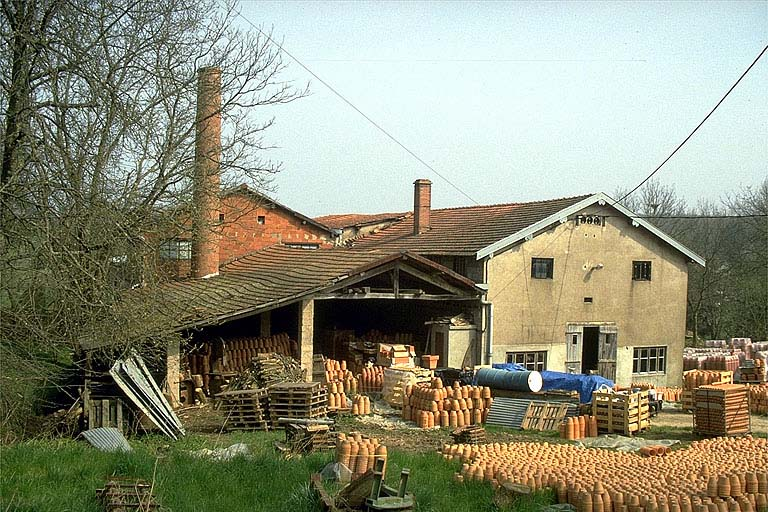
Poterie

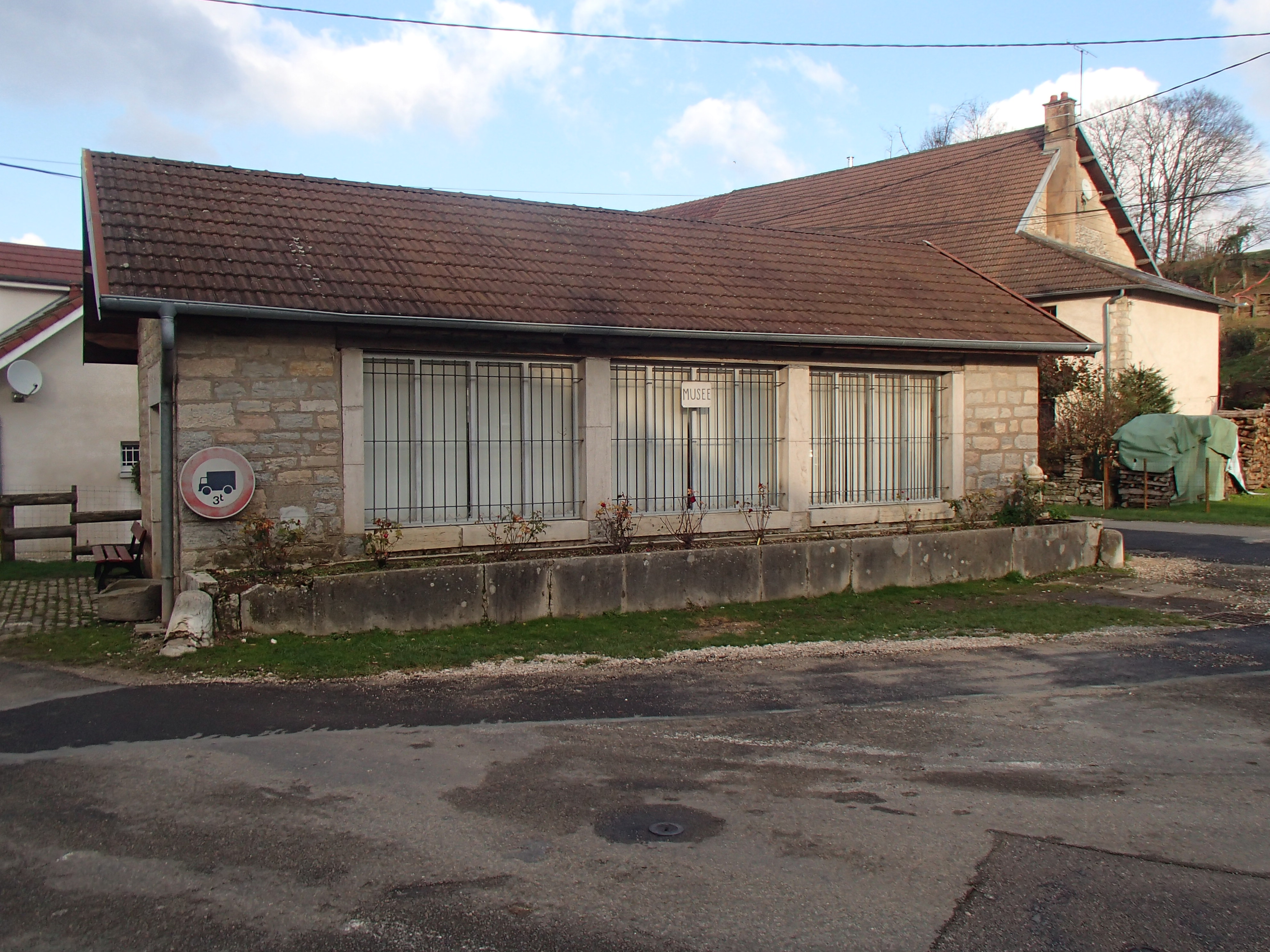
La Poterie de Joël Fumey, poterie qui existe depuis plus de 200 ans (il est à noter qu'il est le descendant de Joseph Martin et, plus près de nous, André Martin)[29].
- Le musée de la poterie : Le 30 juin 2002 fut inauguré le musée de la poterie dans l'ancien lavoir. Baptisé du nom de Joseph Martin, il présente de la poterie culinaire et artistique du XVIIIe siècle, à travers la vie de ce potier talentueux[30].  - Le musée de la Poterie
- Les fontaines et puits

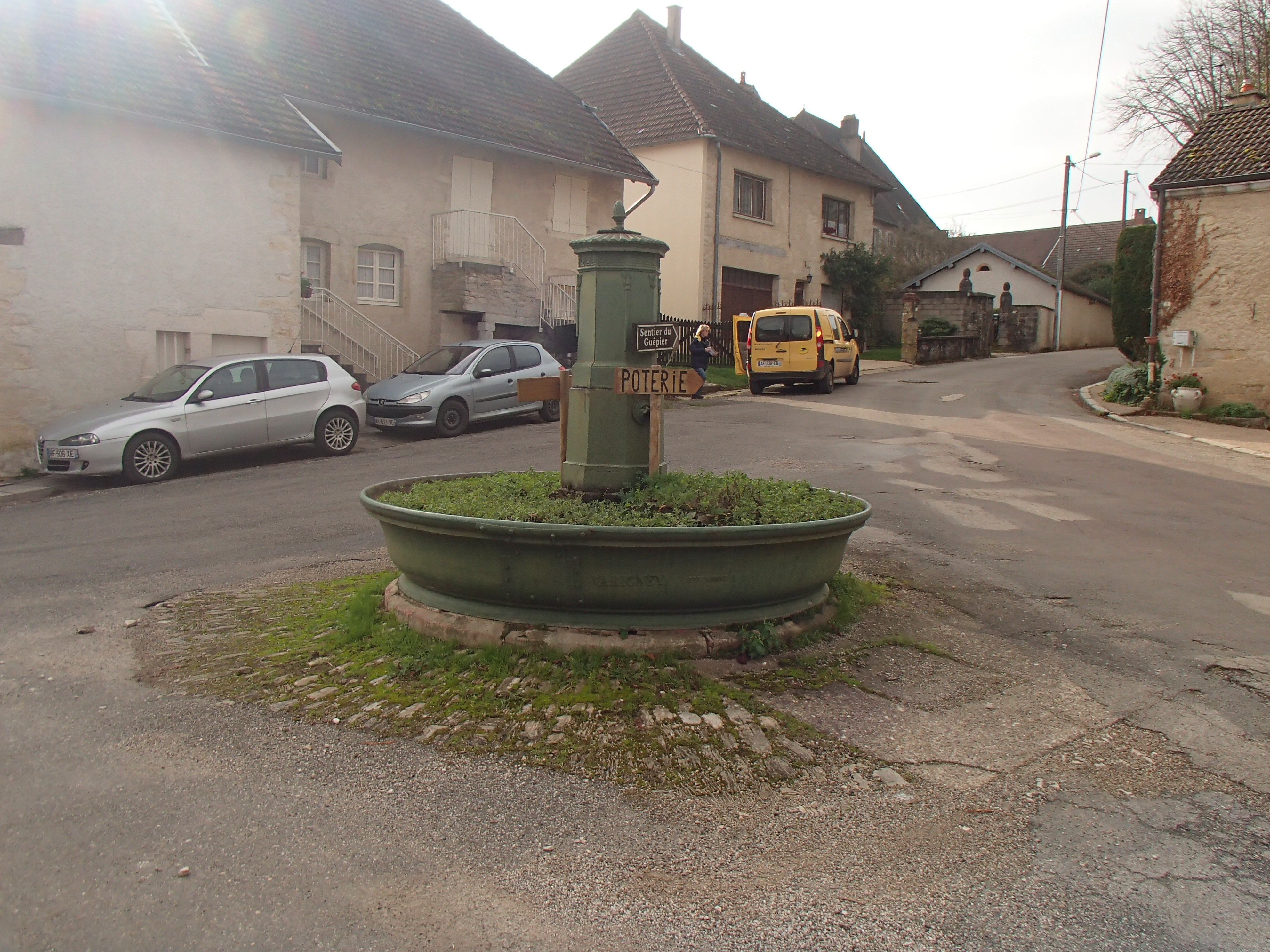
Fontaine rue de la Poterie
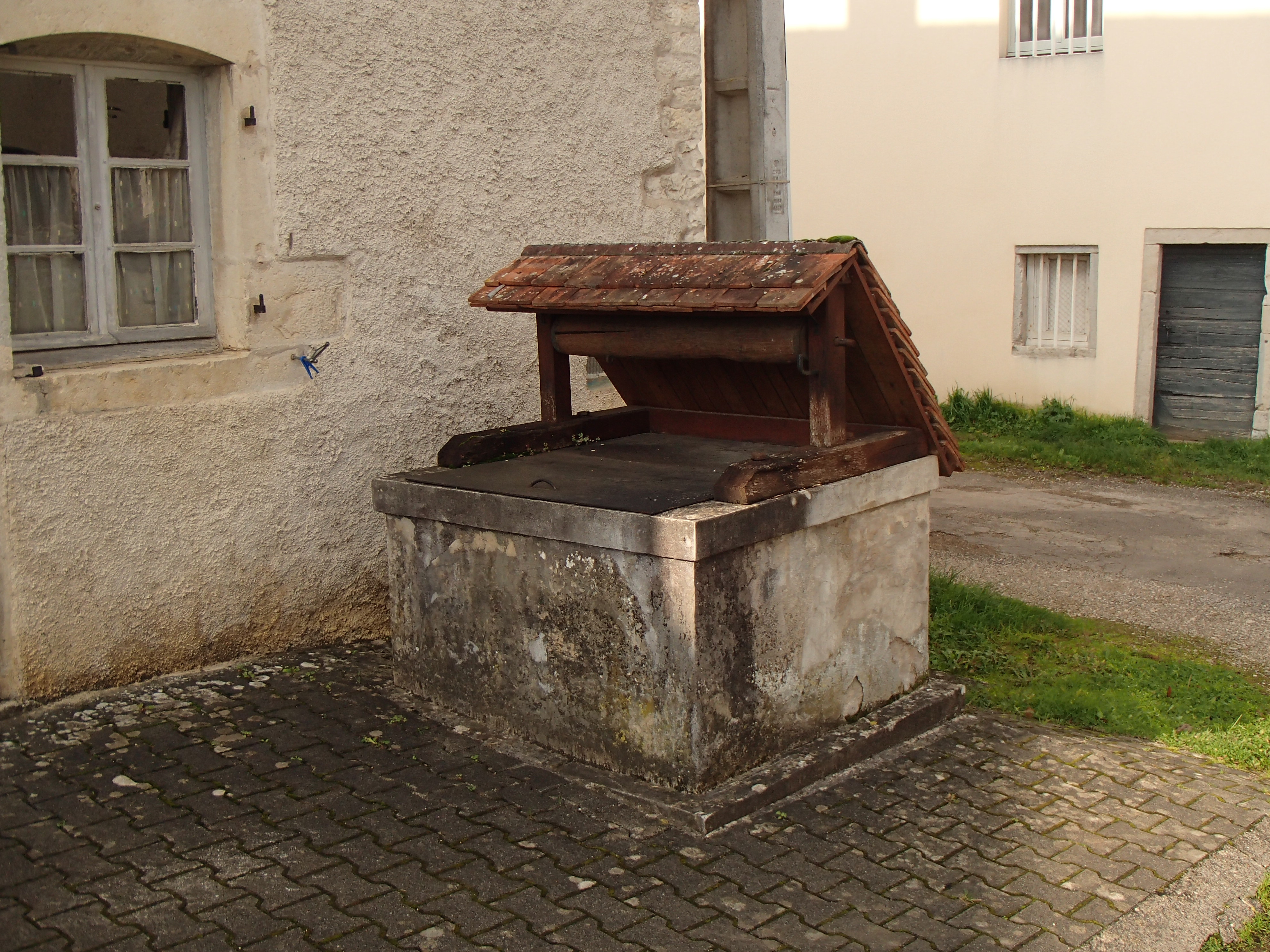
Puits rue du baccu
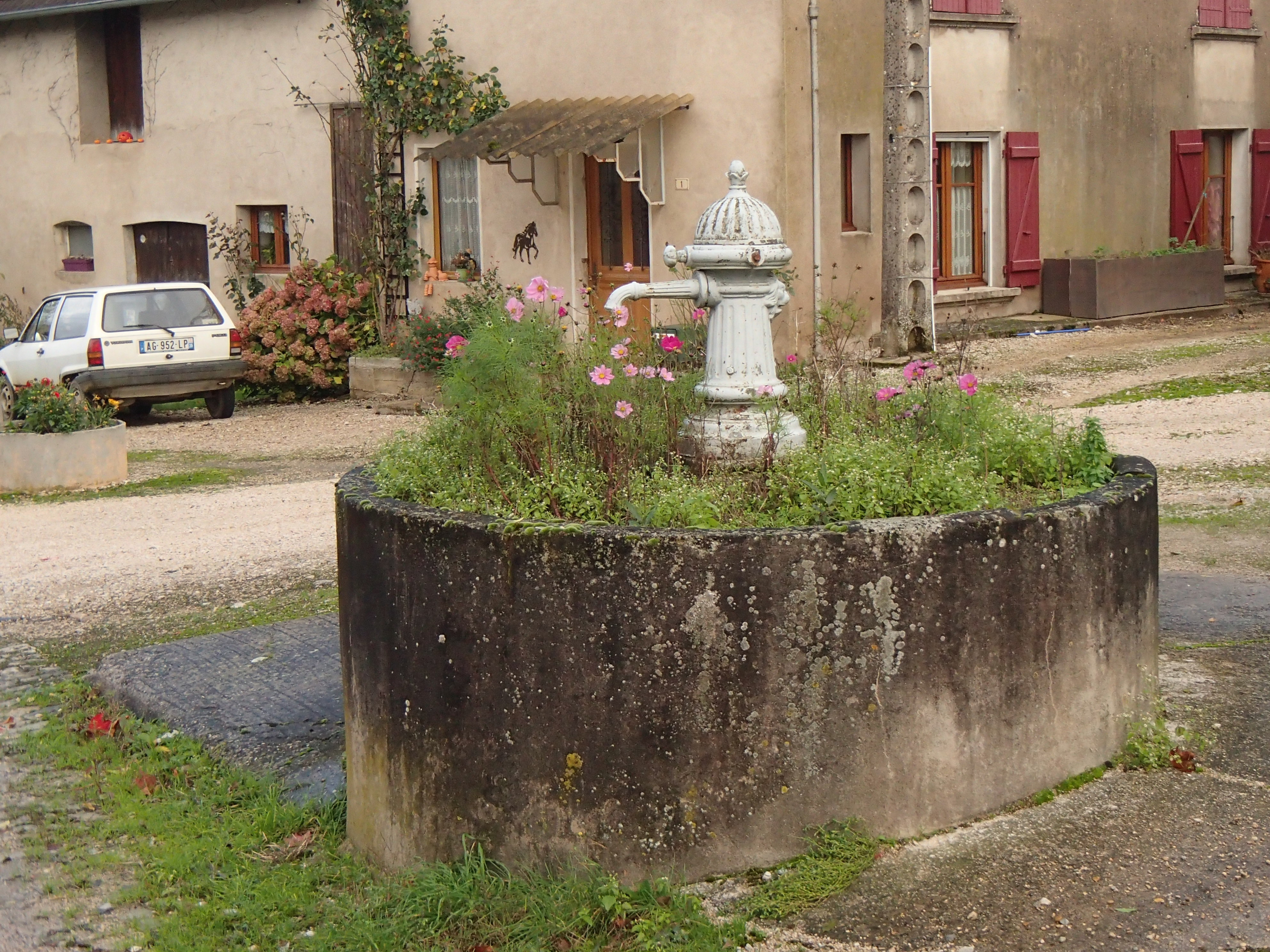
Fontaine rue du baccu
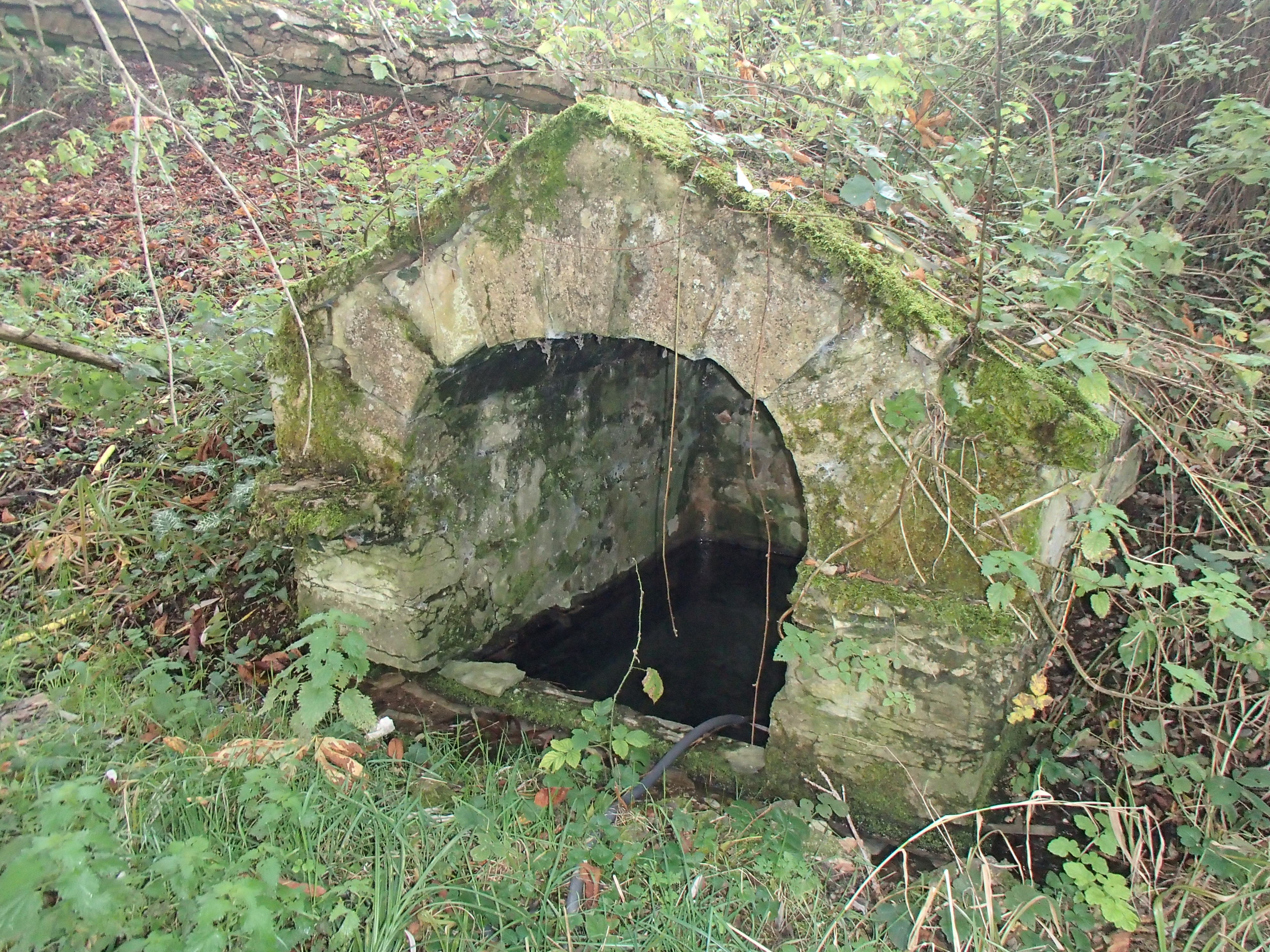
Fontaine des prés (Déjà remise en état en 1819)

- La vierge : Étrepigney possède une vierge qui a été rénovée en 2022.

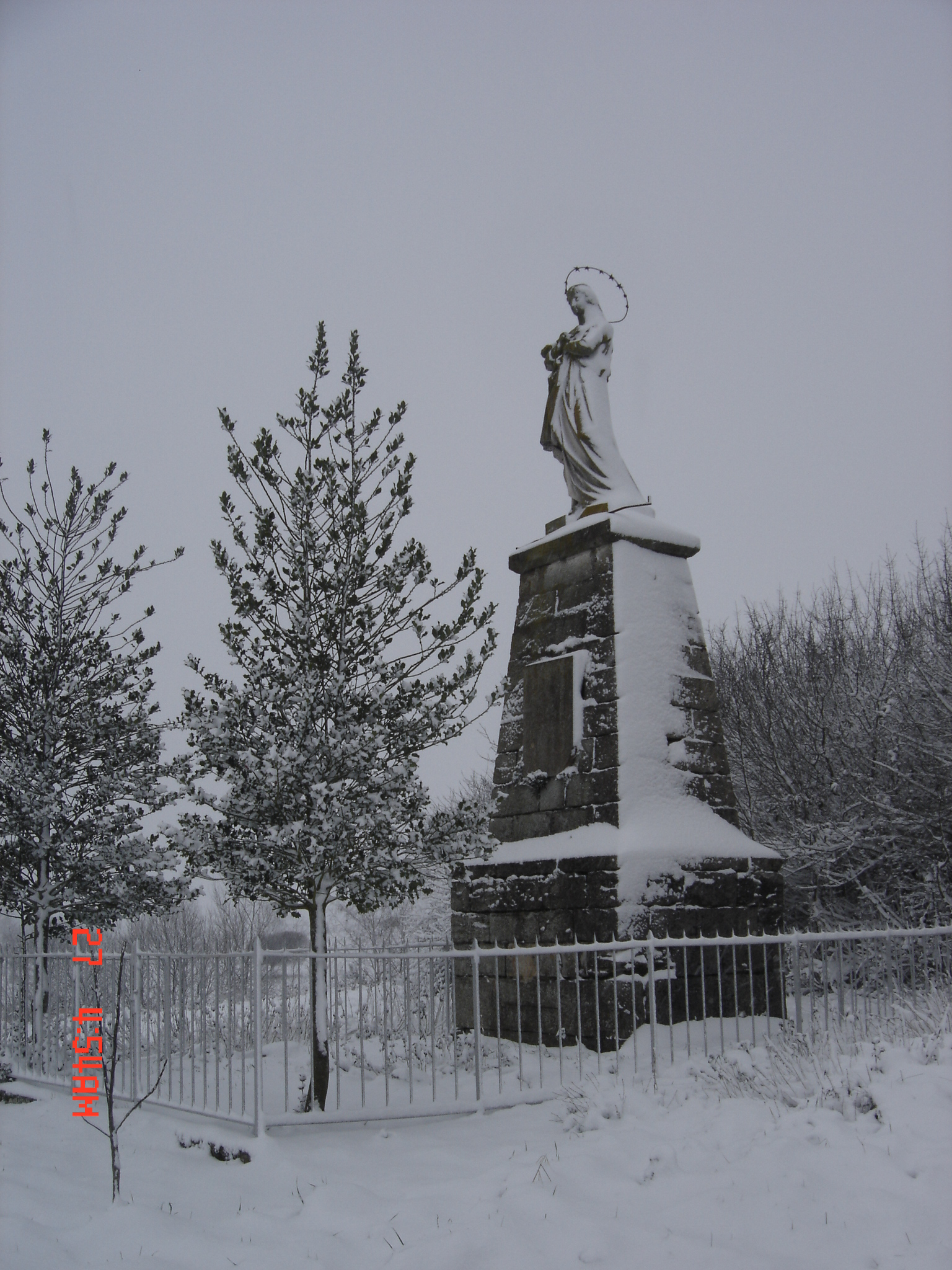
La vierge sous la neige

### Le sentier du guêpier[31],[32]

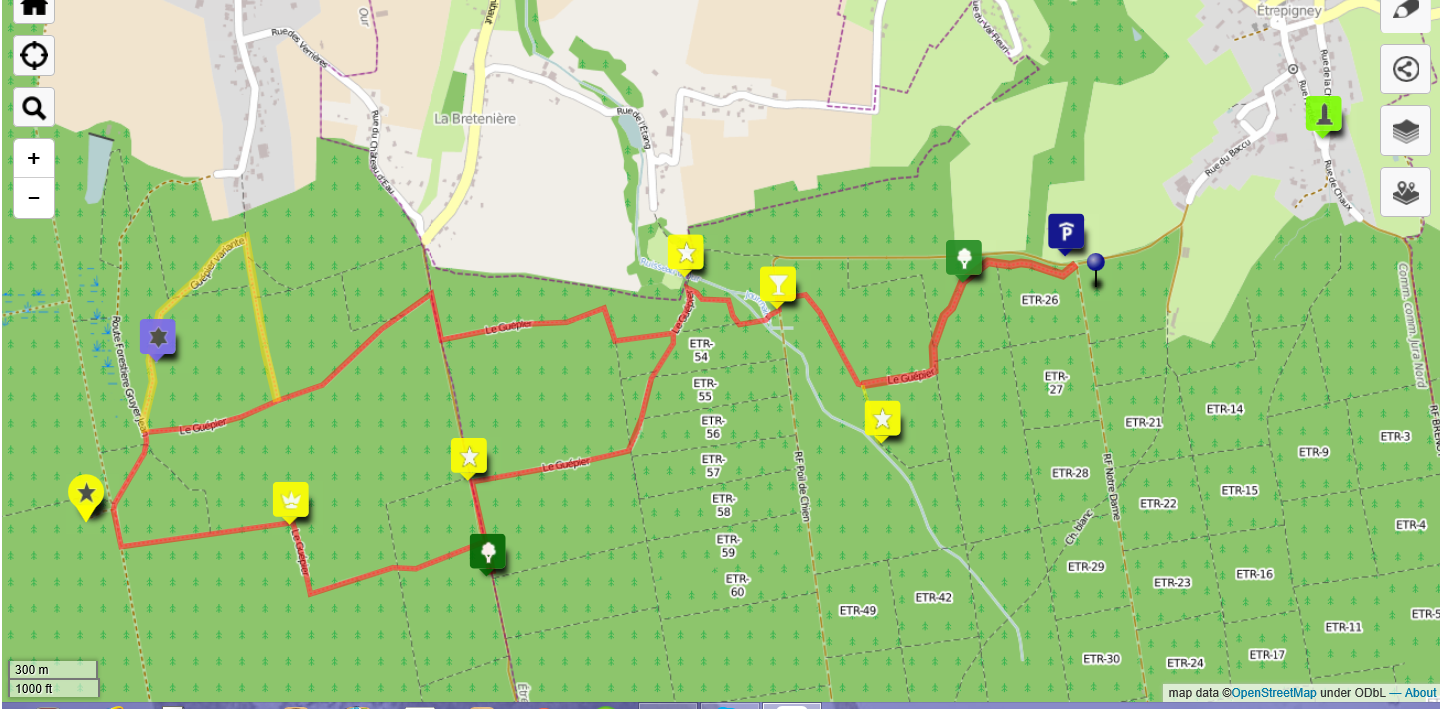
Sentier

Le guêpier est un sentier de randonnée du type forestier. Le guêpier est le nom du profane dans le langage des bons cousins charbonniers : « Je promets et engage ma parole d'honneur de ne jamais révéler à aucun guêpier [profane] les secrets des Bons Charbonniers, de ne jamais attenter à l'honneur de leurs femmes ni de leurs filles, de prêter à tout Bon Charbonnier tous les secours qui dépendront de moi. Dieu me soit en aide. ».

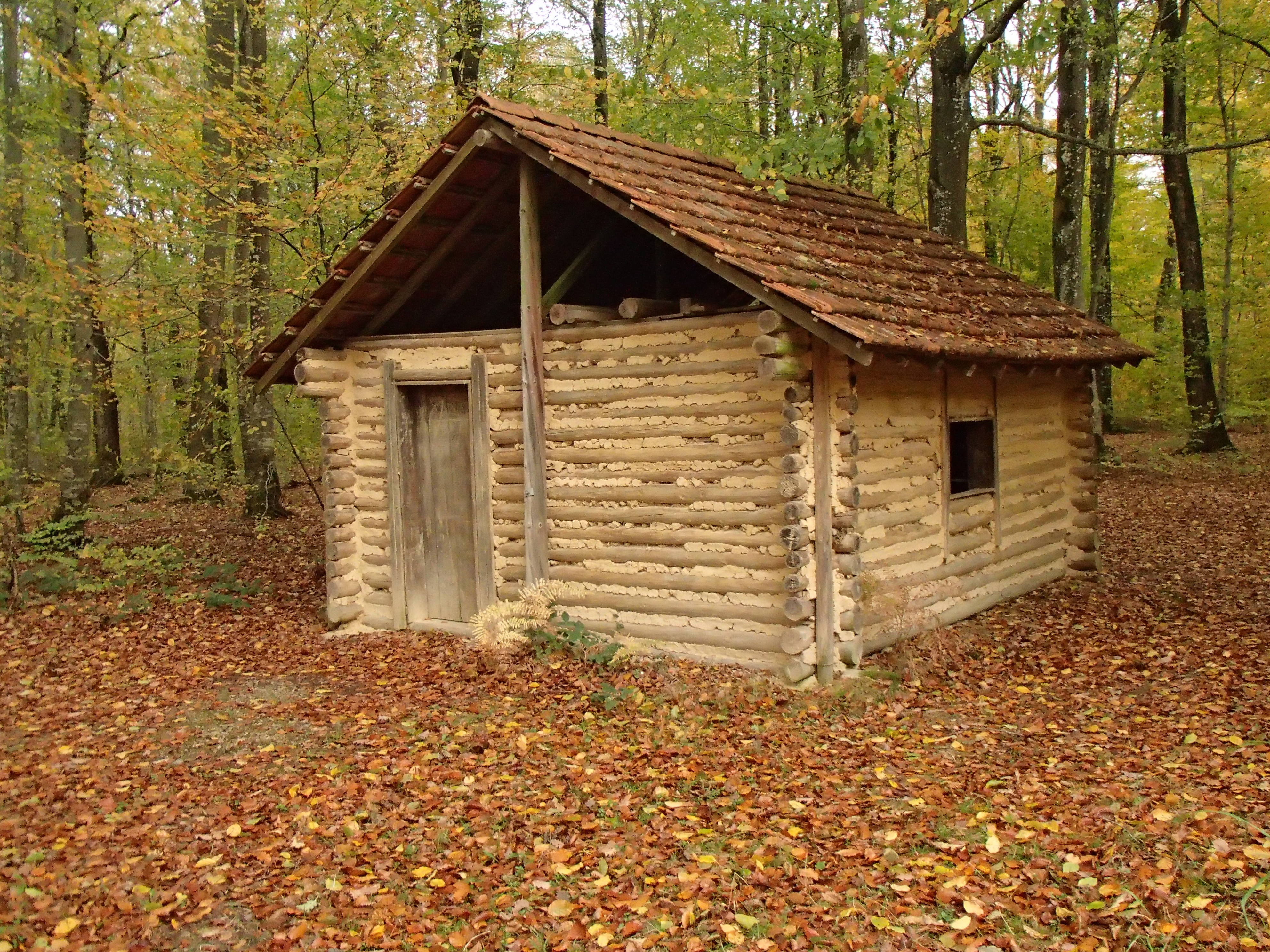
Le baccu

- Le baccu : Reconstitution d'un baccu ou bacul, cabane temporaire de chantier des bûcherons charbonniers Il était construit en bois pour une durée de un à deux ans. Lorsque la coupe était finie, le bûcheron démontait le baccu et le réimplantait plus loin[33]. Le charbonnier, comme son nom l'indique, fabrique du charbon de bois (Le charbon de bois provient de la carbonisation du bois, brûlé sans air pendant un certain temps) , en forêt de Chaux le charbon était traditionnellement fabriqué avec le procédé dit de la meule.
- Le chêne à vierge de Notre-Dame des potiers[34], l'un des 6 ou 7 de la forêt à recevoir une statue dans son tronc ; il est situé au lieu-dit les Essarts.
- Le chêne à gui, près du précédent : La population des « chênes à gui » est estimée à 5 individus pour la forêt de Chaux contre quelques dizaines pour toute la France. Ces chênes n'opposeraient pas une barrière chimique empêchant la pénétration du gui dans le rameau, phénomène rarissime dû à une déficience génétique[Note 5]. Le chêne étant le symbole de la force et le gui celui de l'immortalité, l'association de ces 2 végétaux ne pouvait qu'être magique pour nos ancêtres les celtes qui par l'intermédiaire de leurs druides récoltaient le gui le sixième jour de la lune de novembre pour la fête de la Samain. Le végétal sacré rentrait dans la fabrication de potions magiques[35].
- Le chêne des filles ; une légende s'y rattache[Laquelle ?][34].

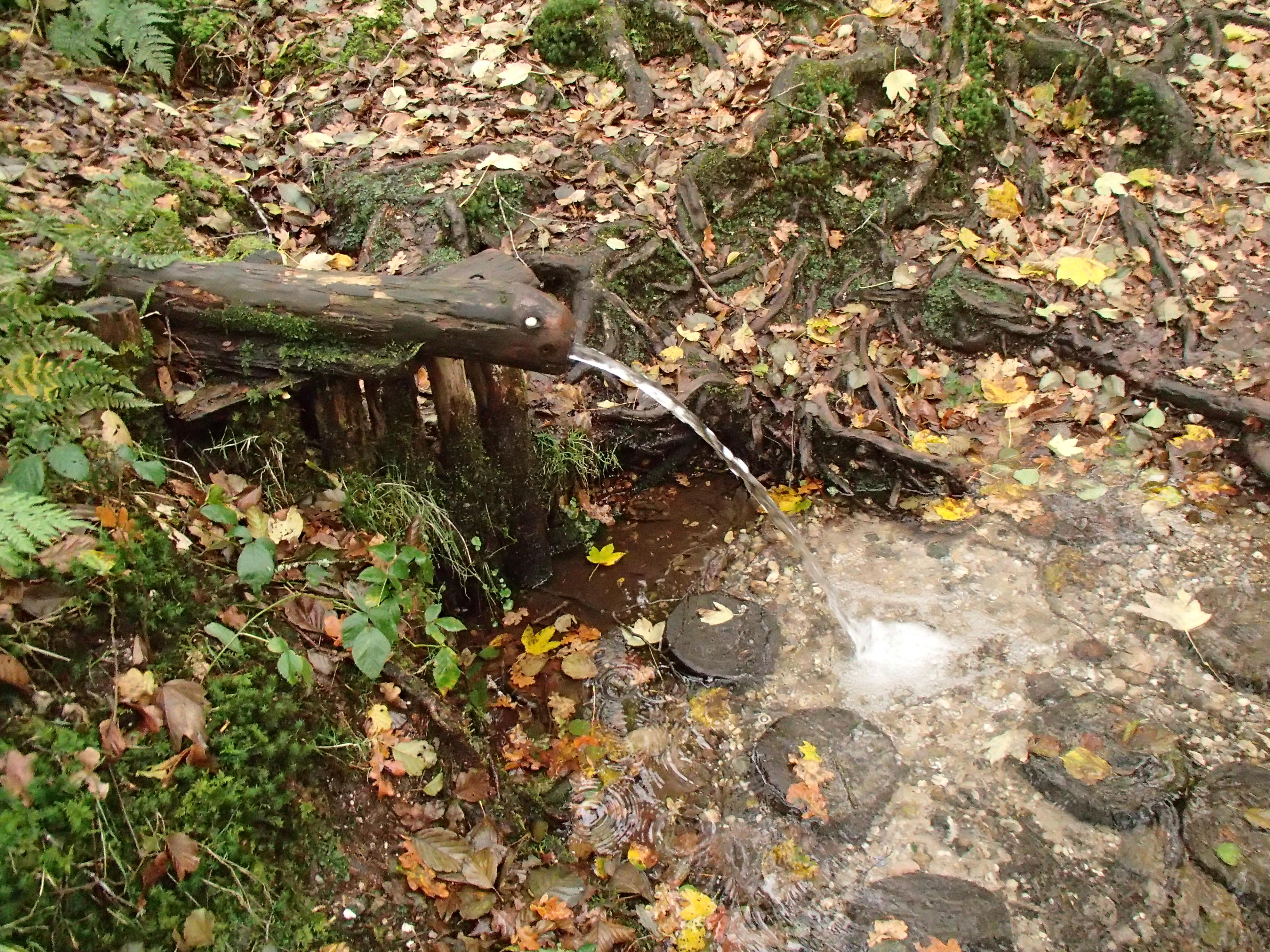
La source de la Jourmaine

- La fontaine de la Jourmaine : Fontaine fournissant une eau très fraîche.

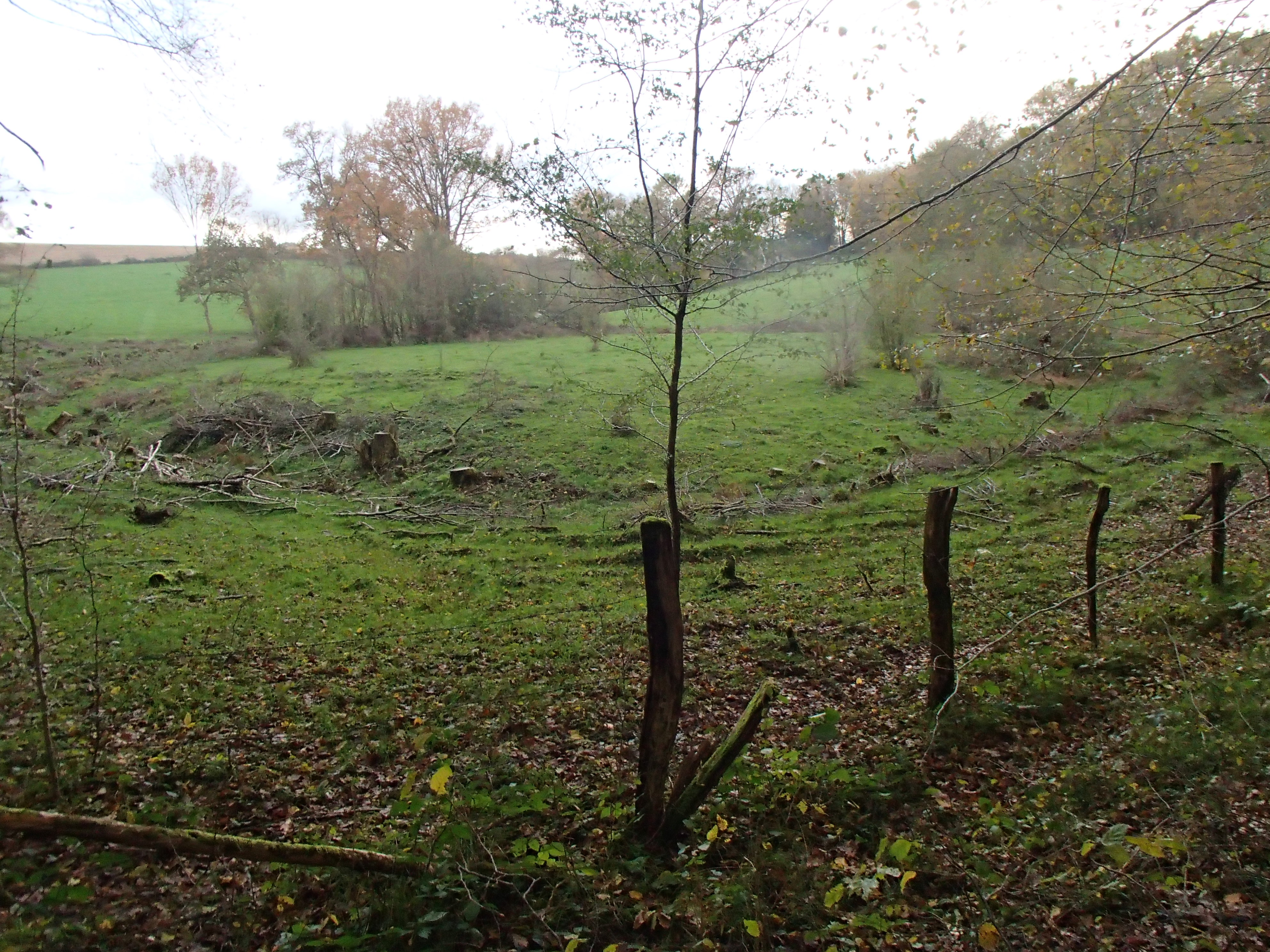
La motte féodale

- La motte féodale : Motte féodale de Chatellenie ou plus précisément motte castrale, arrière-fief par la famille des Cincens.

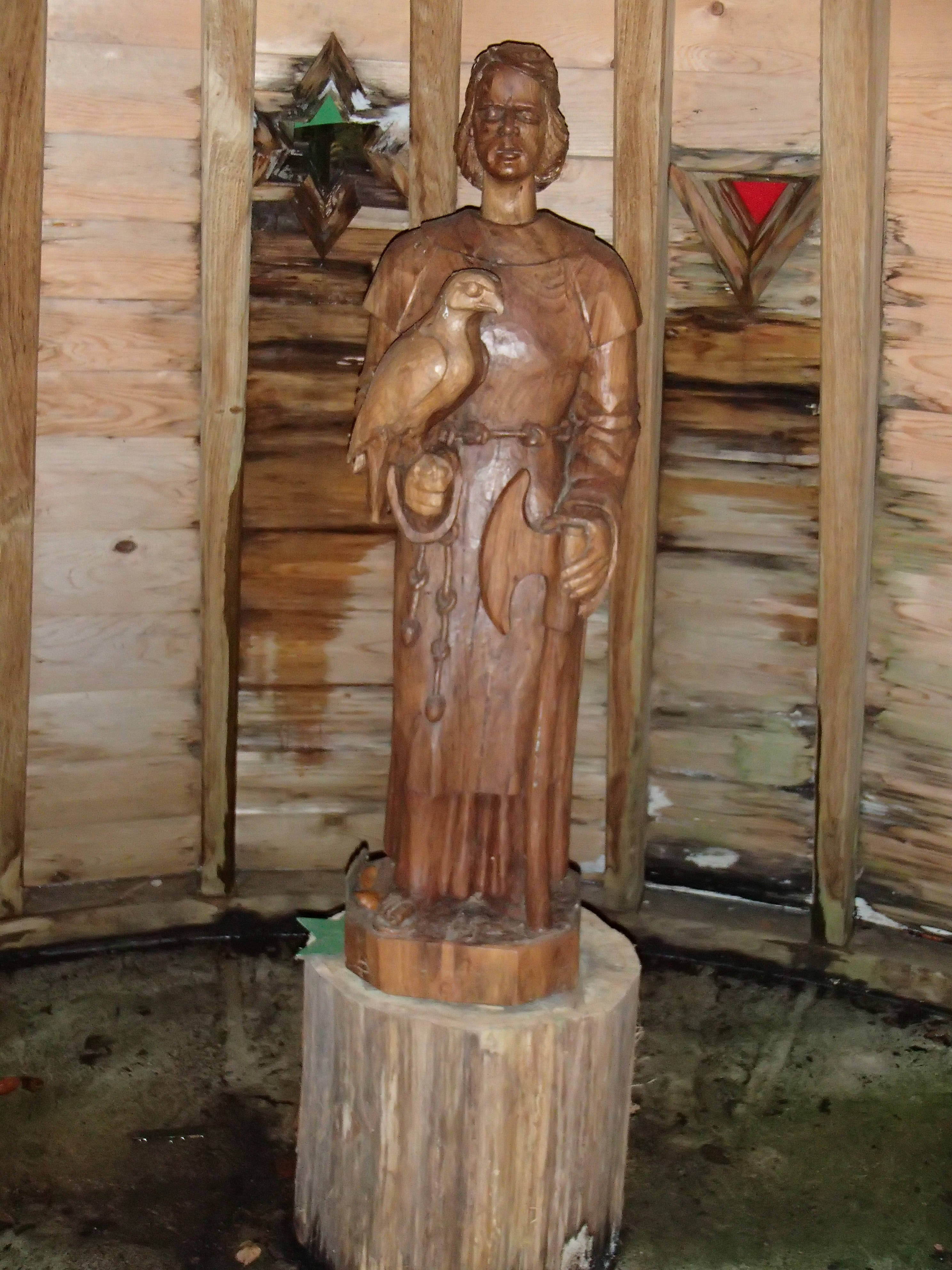
Saint Thibaud

- L'oratoire Saint Thibaud : En l'année 1057, Thibaut de Provins et son ami Gauthier en route sur les chemins de Compostelle et de Rome, prêchèrent parmi les charbonniers de la forêt de Chaux. Ainsi naquit la confrérie des bons cousins charbonniers. Une chapelle dédiée a Saint Thibaud fut érigée à La Bretenière et subsista jusqu'en 1790. Le nouvel oratoire Saint Thibaud du Sentier, en forme de meule pour charbon de bois, fut érigé en 1994 par l'Association des villages de la forêt de Chaux et réalisé par les Compagnons de Mouchard.
- Les baraques du cinq et du six : Ces 2 hameaux de charbonniers de la forêt de Chaux sont situés sur la commune.
- Le four à pain des baraques du cinq, daté du 4° quart du XVIIIe siècle. Inscription par arrêté du 20 novembre 1986.

## Personnalités liées à la commune
- Jean-Alexis Cornu (1755-1807), artiste peintre ;
- Joseph Martin (1774-1829), céramiste, créateur d'un type de poterie artistique très particulier. Le musée de la poterie de la commune porte son nom.

## Cinéma
- Un film a été tourné à Étrepigney  Je suis un no man's land avec Julie Depardieu et Philippe Katerine.